# 西之表市立住吉中学校
西之表市立住吉中学校（にしのおもてしりつ すみよしちゅうがっこう）は鹿児島県西之表市にかつて存在した公立中学校。2009年（平成21年）3月31日で閉校した。

## 概要
学級数は1学年1学級で少子高齢化、過疎の影響で生徒数の減少という問題をかかえていた。閉校する直前の全生徒数は23人であった。
2009年（平成21年）4月から、市内6中学校を1校に統合して現在の旧種子島高等学校跡地に、種子島中学校が開校したため、現在の住吉中学校は2009年（平成21年）3月31日をもって閉校となった。

## 沿革
- 1947年4月30日 - 西之表町立住吉中学校として開校。
- 1948年10月5日 - 新校舎上棟式挙行、創立記念日とする。
- 1958年10月1日 - 市制施行に伴い西之表市立住吉中学校に改称。
- 1959年10月5日 - 校歌制定。
- 1968年2月8日 - 完全給食開始。
- 1996年9月22日 - 住吉小との合同運動会開始。
- 2009年3月15日 - 閉校式挙行･閉校記念碑除幕。
- 2009年3月31日 - 閉校。
- 翌日、西之表市立種子島中学校に統合。

## 通学区域
- 西之表市
- 住吉小学校 通学区域